# Francisco Dias Gomes
Francisco Dias Gomes (Lisboa, março de 1745 — Lisboa, 30 de setembro de 1795) foi um poeta e crítico literário português.